# Чистоустовые
Чистоу́стовые, или Осму́ндовые (лат. Osmundáceae) — семейство папоротников одноимённого монотипного порядка (Osmundales) класса Папоротниковые (Polypodiopsida).

## Эволюция и палеонтология
Существуют разные мнения по поводу времени появления осмундовых. Согласно одной точки зрения, первые представители группы появились в конце каменноугольного периода, согласно другой, в верхней перми. Большинство представителей этой группы вымерли, и к настоящему времени сохранились только 4 рода и около 20 видов.
Осмундовые считаются живыми ископаемыми. Вид †Osmunda claytoniites, описанный из верхнего триаса Антарктики (220 млн лет), по строению листьев практически неотличимым от ныне живущего представителя семейства Osmunda claytoniana. В ранней юре Швеции было обнаружено корневище осмундового папоротника с сохранившимися хромосомами, идентичными хромосомам современных видов.

## Ботаническое описание
Осмундовые — травянистые или древовидные многолетние растения с массивным ортотропным неветвящимся стеблем, обычно коротким, но у тодеи до 2 м высотой, несущим терминальную розетку простых или дваждыперистых ваий.
Стебли осмундовых покрыты чехлом из черешков опавших листьев и многочисленных корней. Образовавшаяся толстая, до 5 см, оболочка помогает удерживать влагу. Иногда стебли один раз или, редко, два раза дихотомически разветвляются на верхушке. У молодого растения проводящая система — протостела. После образования листьев образуется и сердцевина стебля. Ксилема взрослого растения — компактный сетчатый цилиндр с узкими удлиненными лакунами. У большинства видов ксилема эндархная, у некоторых она мезархная. Кора массивная.
Листья крупные, однажды или дважды перистые, от кожистых до пленчатых. Крепкие черешки листьев снабжены у основания прилистниковидными образованиями. У большинства осмундовых лист разделён на спороносную и вегетативную части. Вегетативная часть — обычный зеленый ассимилирующий лист папоротников; спороносная — бурая метелка.
Спорангии собраны группами у края долей, но сорусов типичного строения не образуют. Спорангии крупные, диаметром 350—700 мкм, с короткой ножкой и со стенками, состоящими из нескольких слоев клеток. Спор в них много. Раскрывание спорангия осуществляют две группы толстостенных клеток, расположенных у его верхушки. Кольцо отсутствует.
Споры округлые, крупные (диаметром от 30 до 100 мкм). В свежем состоянии зеленовато-желтые из-за хлоропластов и капель масла. Очень быстро теряют способность к прорастанию. Спустя 10 дней после созревания спор всхожесть падает до 30 %. Быстрая потеря всхожести компенсируется громадным количеством спор, производимых одним растением. В одном спорангии от 128 до 512 спор. Упав на землю, свежие споры сразу же прорастают и образуют многолетние гаметофиты длиной до 30 см.
Отрастающие парами в узлах корни образуют вокруг себя мантию.

## Распространение и экология
Осмундовые — лесные гигрофиты тёплого умеренного пояса, влажных субтропиков и среднегорных тропиков. Некоторые виды имеют дизъюнктивные реликтовые ареалы.

## Классификация
Семейство насчитывает 4 современных рода и около 20 видов:
- Leptopteris C.Presl
- Osmunda L. typus — Чистоуст, или Осмунда
- Osmundastrum C.Presl — Чистоустник
- Todea Willd. ex Bernh. — Тодея

По информации базы данных The Plant List (на июль 2016) семейство включает 5 родов и 16 видов:
- Leptopteris C.Presl
- Osmunda L. typus — Чистоуст, или Осмунда
- Osmundastrum C.Presl — Чистоустник
- Plenasium
- Todea Willd. ex Bernh. — Тодея

## Использование
Молодые неразвернувшиеся листья срезают и варят в соленой воде для приготовления салата. В народной медицине отвар корневищ осмунды помогает при лечении легочных заболеваний, рахита и желудочных расстройств. В основном имеют сугубо декоративное значение.